# 英波軍事同盟
英波軍事同盟（Anglo-Polish military alliance）是大不列颠及北爱尔兰联合王国与波兰第二共和国间于1939年8月25日签署的条约，在该条约下英国承诺将协防波兰以保证维护波兰的独立。该条约的签订使希特勒将入侵波兰的计划推迟了六天。